# Asnæs
Asnæs ist ein dänischer Ort im Norden der Insel Seeland.
Der Ort liegt in der Kommune Odsherred und hat 3073 Einwohner (Stand 1. Januar 2025). Er gehört zum Kirchspiel Asnæs Sogn.

## Einrichtungen
In Asnæs befindet sich eine Schwimmhalle und das Einkaufszentrum Asnæs Centret mit mehr als 35 Geschäften. Der Ort ist darüber hinaus Standort des Odsherreds Kunstmuseum, des Feuerwehrmuseums Odsherred Brandmuseum und eines Ausstellungshauses. Nördlich der Ortslage befindet sich der Odsherred Zoo. Die Kirche von Asnæs, mit den Felsritzungen an der Asnæs Kirke, stammt aus der Zeit um 1150.
Im Ort befindet sich ein Bahnhof der Bahngesellschaft Odsherredsbanen.

## Persönlichkeiten
Der Architekt Feodor Asmussen (1887–1961), der Fechter Peter Ryefelt (1893–1967) und der Fußballspieler Christian Poulsen (* 1980) wurden in Asnæs geboren. Der Regisseur Jonas Poher Rasmussen (* 1981) besuchte hier das Gymnasium.

## Sport
Im Jahr 2022, kam die Tour de France auf der 2. Etappe durch Asnæs. Auf der Åsevangsvej wurde mit der Côte de Asnæs Indelukke (61 m) eine Bergwertung der 4. Kategorie abgenommen. Sieger der Bergwertung war der Däne Magnus Cort Nielsen.